# Ascidia ahodori
Ascidia ahodori är en sjöpungsart som beskrevs av Asajiro Oka 1927. Ascidia ahodori ingår i släktet Ascidia och familjen Ascidiidae. Inga underarter finns listade i Catalogue of Life.